# Pädagogische Hochschule Kärnten

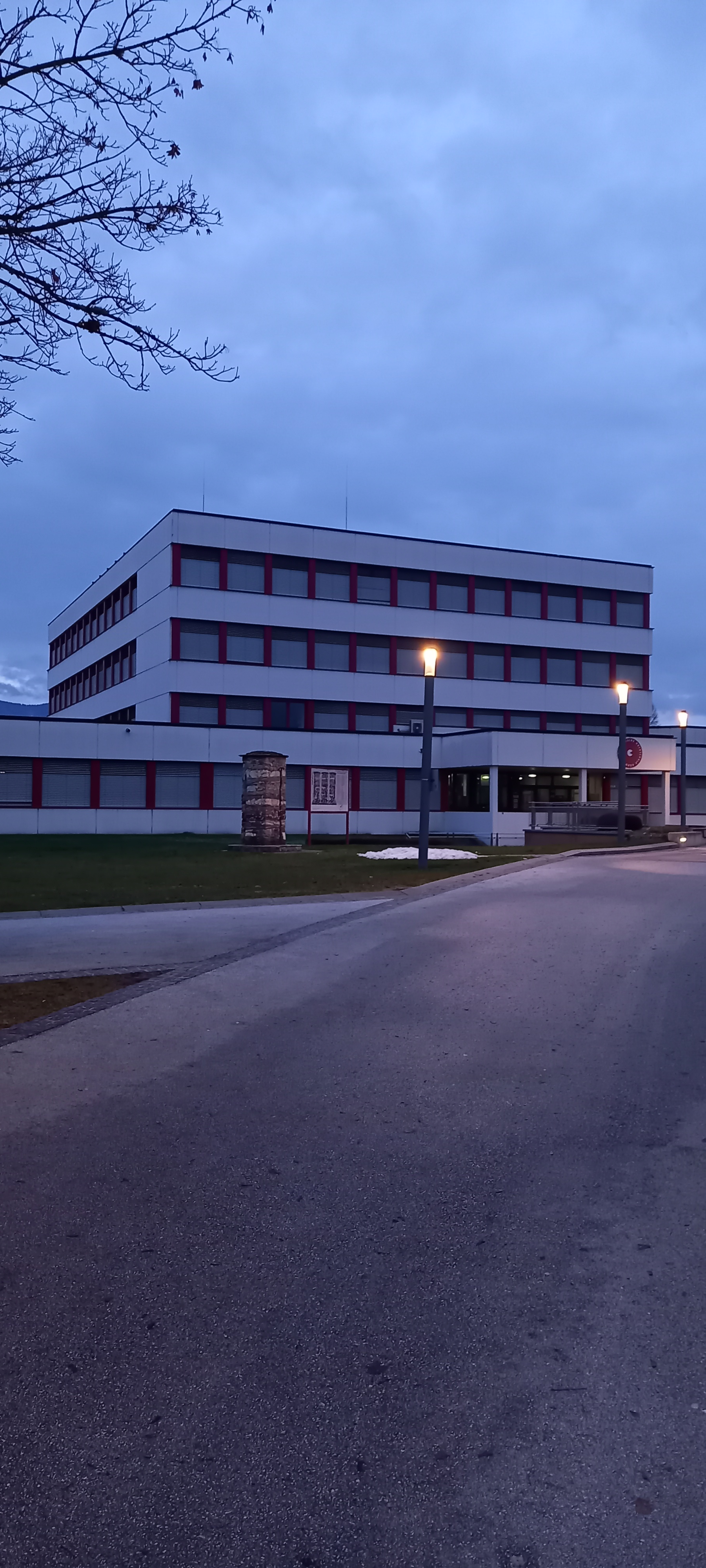
Hauptgebäude

Die Pädagogische Hochschule Kärnten – Viktor Frankl Hochschule (Abk. PH Kärnten) ist eine Pädagogische Hochschule in Klagenfurt am Wörthersee. Sie wurde nach dem österreichischen Neurologen und Psychiater Viktor Emil Frankl benannt. Sie ist eine österreichische Bildungs- und Forschungsinstitution des tertiären Bereichs.  Sie bietet wissenschaftlich fundierte, berufsfeldbezogene Bildungsmöglichkeiten für Personen in pädagogischen Berufsfeldern, insbesondere für Lehrpersonen, an. Sie bildet Lehrer der Primarstufe, Sekundarstufe Allgemeinbildung sowie der Berufsbildung aus. Außerdem werden Akademiker in Form von Hochschullehrgängen zu Lehrern oder Elementarpädagogen weiterqualifiziert. Auch im Bereich der Elementarpädagogik werden von den Pädagogischen Hochschulen in Österreich Studien (Bachelor, Master und Hochschullehrgänge) angeboten.  Die Hochschule ist einer von 40 Kooperationspartnern von CAMPUSonline. Bei der Ausbildung der Sekundarstufenlehrer kooperiert die PH Kärnten mit den Pädagogischen Hochschulen und Universitäten des Entwicklungsverbunds Süd-Ost in den Bundesländern Steiermark, Kärnten und Burgenland.

## Geschichte

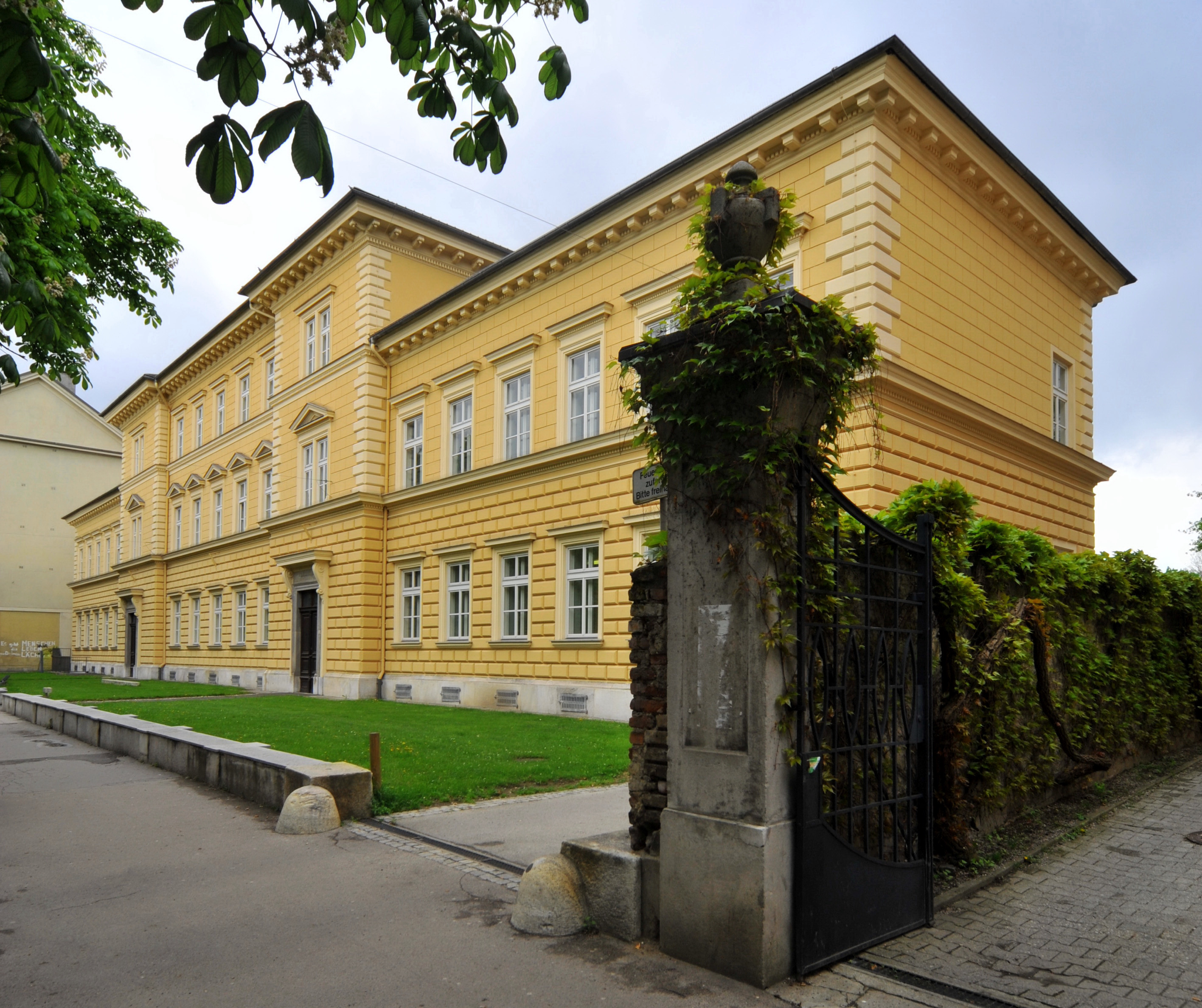
Ehem. Lehrerbildungsanstalt (Bahnhofstraße 36; heutige Nutzung: WI’MO)

Die Pädagogische Hochschule als eine Form von Hochschule in Österreich wurde im Jahr 2007 gegründet. Ihre Vorgängerorganisationen reichen jedoch bis in das 19. Jahrhundert zurück.
Eine Lehrerbildungsanstalt für Männer bestand bereits vor dem Jahr 1870 in Klagenfurt. In diesem Jahr wurde auch  eine Lehrerbildungsanstalt für Frauen erstmals gegründet, die jedoch im Jahr 1881 wieder aufgelöst wurde. Ab dem Jahr 1872 stand ein neues Gebäude in der Bahnhofstraße 36 zur Verfügung. Ab dem Jahr 1903 gab es wieder "Frauenklassen" in einer formal selbständigen Schule, jedoch Administration, Gebäude und Lehrer wurden Lehrerbildungsanstalt für Männer geteilt. Im Jahr 1944 erlitt dieses Gebäude Bombenschäden. Zuletzt war die Lehrerbildungsanstalt mit einer BHS vergleichbar - eine Oberstufenausbildung mit Matura und der Berufsabschluss als Lehrer.
im Jahr 1968 wurde die Lehrerbildungsanstalt von der Pädagogischen Akademie des Bundes in Kärnten (vgl. PÄDAK) abgelöst, die ihre Räumlichkeiten auf einem Campus in der Hubertusstraße fand, den die PH bis heute mit der nachmaligen BAfEP Kärnten und dem BORG Klagenfurt teilt und wo auch Praxisschulen bzw. ein Praxiskindergarten eingerichtet sind.
Die pädagogische Hochschule entstand im Jahr 2007 durch die Zusammenlegung der PÄDAK und des Pädagogischen Instituts des Bundes in Kärnten (Abk. PI Kärnten). Zweck des PI war die Weiterbildung von Lehrern gewesen.
Im Jahr 2022 folgte Sven Fisler Gründungsdirektorin Marlies Krainz-Dürr als Rektor nach.
Teile der PH Kärnten befinden sich bereits am sogenannten Bildungscampus in Klagenfurt, in unmittelbarer Nähe zur Universität Klagenfurt. Derzeit wird dort das neue Hauptgebäude der PH-Kärnten errichtet, die im Anschluss endgültig dort ansässig sein wird. 

## Studienangebot (Übersicht)
Es werden Lehramtsstudien mit vierjährigen Bachelor- und ein- bis zweijährigen Masterlehrgängen, (Hochschul)Lehrgänge der Weiterbildung und Lehrveranstaltungen der Fortbildung angeboten:
- Lehramt für Primarstufe
- Lehramt für Sekundarstufe Allgemeinbildung
- Lehramt für Sekundarstufe Berufsbildung
- Bachelorstudium Elementarpädagogik
- Hochschullehrgang Elementarpädagogik
- Hochschullehrgang Quereinstieg Elementarpädagogik